# Мюрбак
Мюрба́к (фр. Murbach) — коммуна на северо-востоке Франции в регионе Гранд-Эст (бывший Эльзас — Шампань — Арденны — Лотарингия), департамент Верхний Рейн, округ Тан — Гебвиллер, кантон Гебвиллер. До марта 2015 года коммуна в составе кантона Гебвиллер административно входила в округ Гебвиллер.
Площадь коммуны — 6,66 км², население — 136 человек (2006) с тенденцией к стабилизации: 140 человек (2012), плотность населения — 21,0 чел/км².

## Население
Численность населения коммуны в 2011 году составляла 140 человек, а в 2012 году — 140 человек.
| 1962 | 1968 | 1975 | 1982 | 1990 | 1999 | 2006 | 2011 | 2012 |
| ---- | ---- | ---- | ---- | ---- | ---- | ---- | ---- | ---- |
| 176  | 130  | 90   | 89   | 116  | 136  | 136  | 140  | 140  |

Динамика населения:

## Экономика
В 2010 году из 94 человек трудоспособного возраста (от 15 до 64 лет) 76 были экономически активными, 18 — неактивными (показатель активности 80,9%, в 1999 году — 70,7%). Из 76 активных трудоспособных жителей работал 71 человек (34 мужчины и 37 женщин), 5 числились безработными (4 мужчины и одна женщина). Среди 18 трудоспособных неактивных граждан 6 были учениками либо студентами, 11 — пенсионерами, а ещё 1 — был неактивен в силу других причин.
На протяжении 2011 года в коммуне числилось 59 облагаемых налогом домохозяйств, в которых проживало 138 человек. При этом медиана доходов составила 23340 евро на одного налогоплательщика.

## Достопримечательности (фотогалерея)

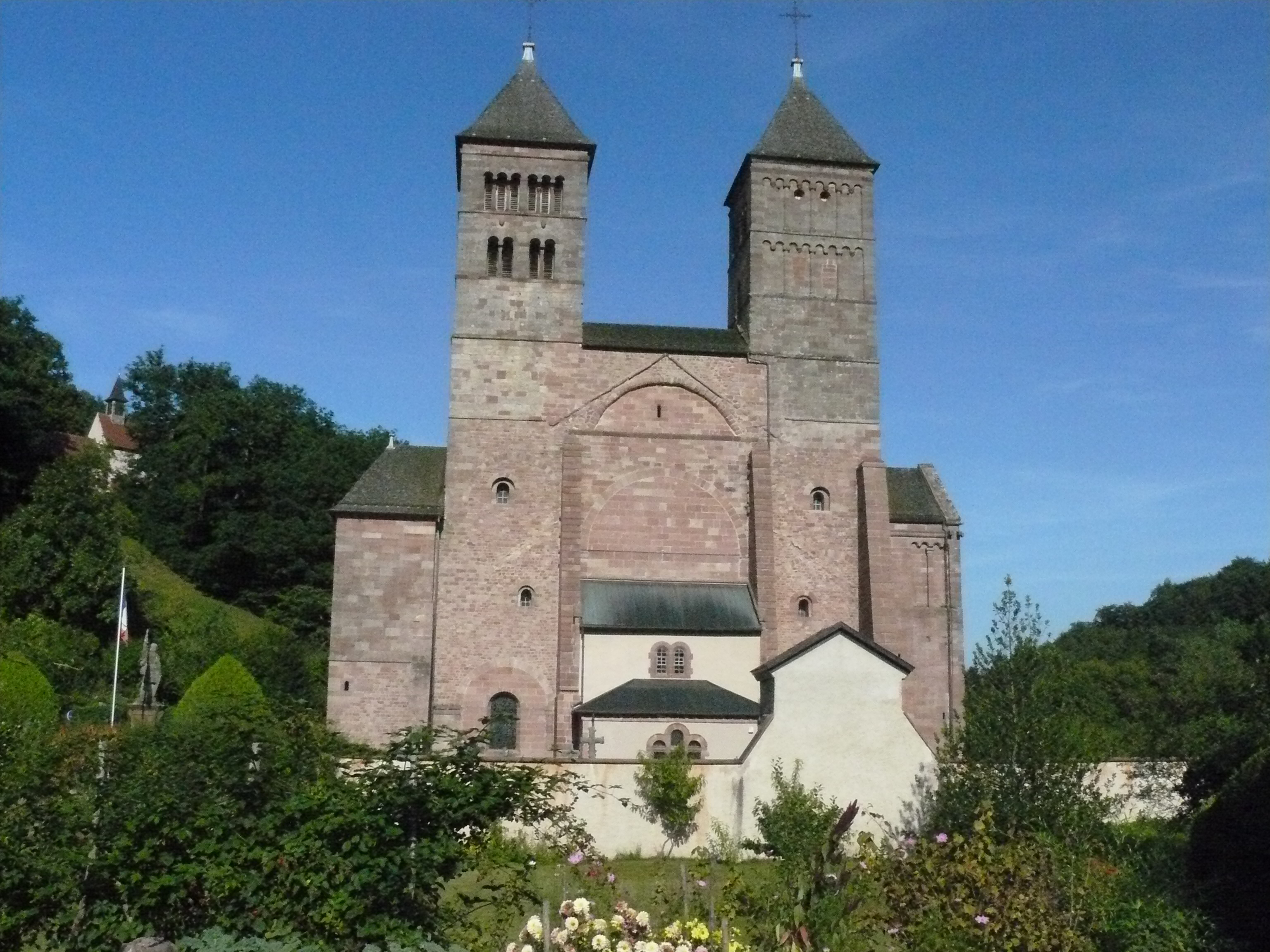
Церковь бывшего монастыря
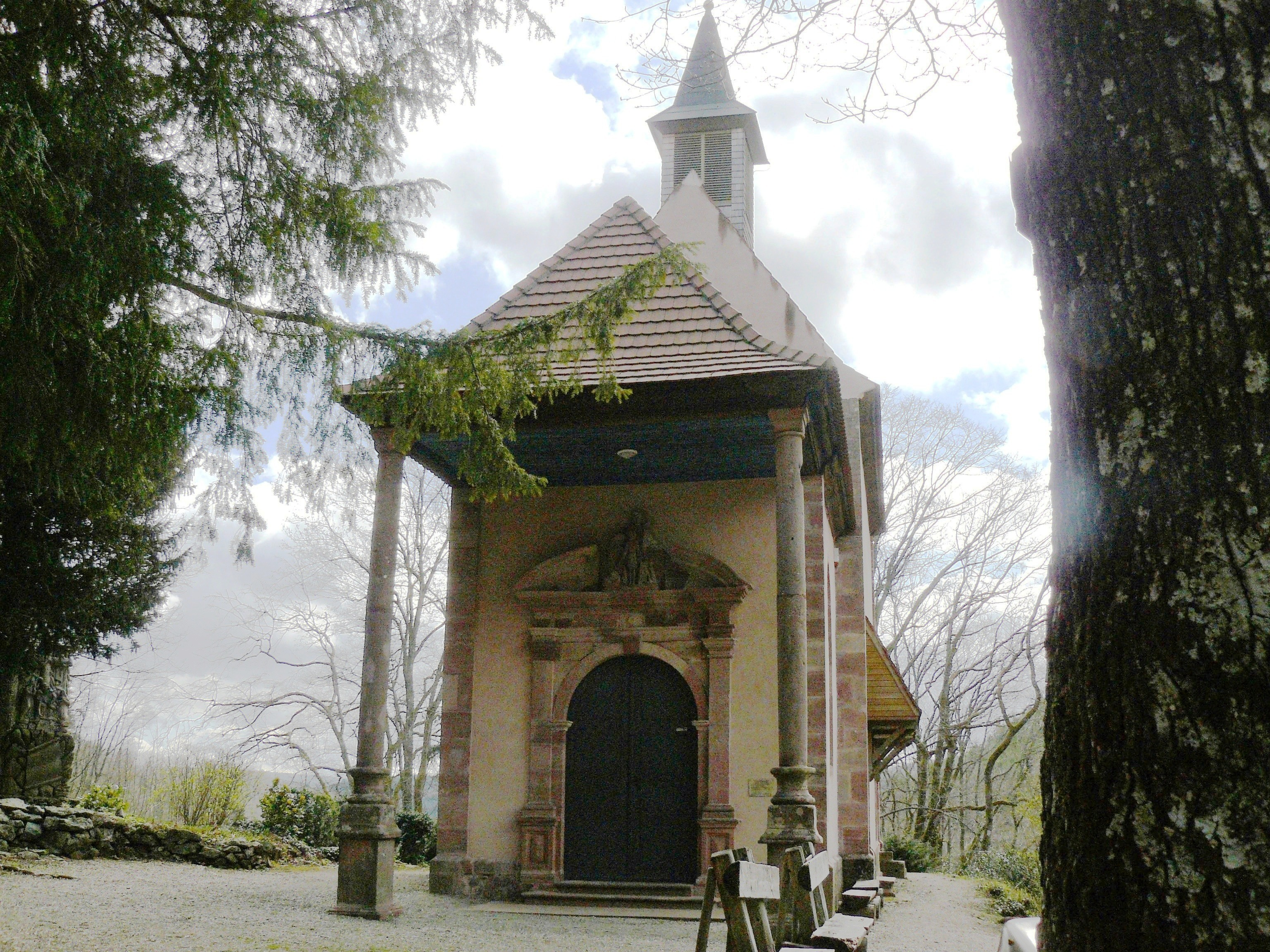
Часовня
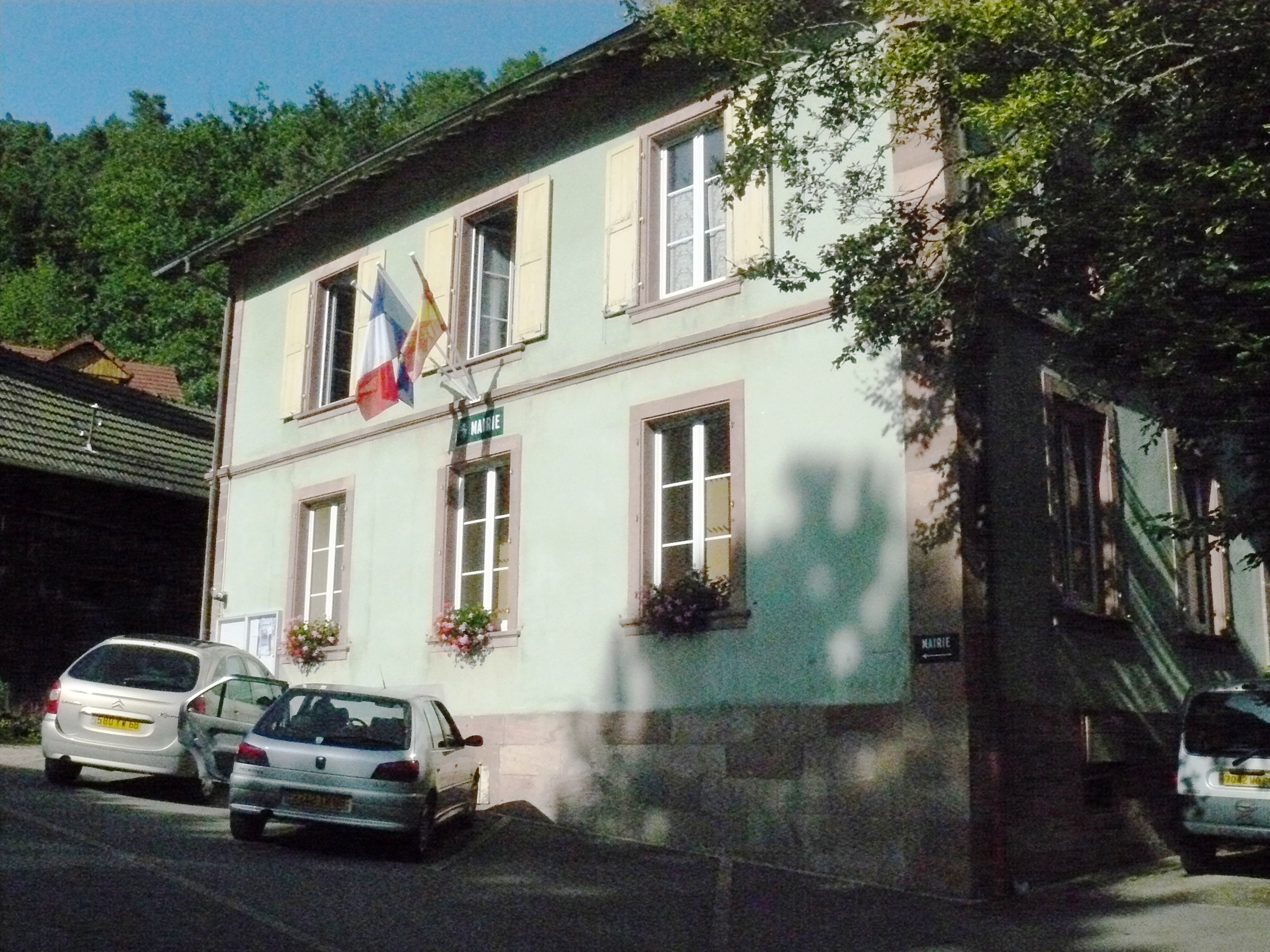
Здание мэрии